# Matías Brain
Matías Brain Peña (15 de enero de 1974) es un deportista chileno, especializado en triatlón.
Compite en el Triatlón desde 1997, obteniendo primeros lugares en diferentes competencias de Chile, como Lican Ray, Punta Puyai, Antofagasta, Puerto Varas y Pucón, además de obtener un cuarto lugar en Brasil. 
Compitió en el primer Triatlón Olímpico, llevado a cabo en los Juegos Olímpicos de Sídney 2000. Obtuvo el lugar 41.º con un tiempo de 1:53:44.90. 
Fue campeón nacional por varios años, y en el 2001 le ganó a Cristián Bustos en el Triatlón de la Serena (cabe destacar que la especialidad de Bustos es la distancia ironman). El 2003 se retiró del Triatlón profesional, y tiene su propio club en el cual prepara tanto jóvenes como adultos para competir las carreras del circuito nacional; el 2005 corrió en el triatlón de larga distancia en el Triatlón de Piedra Roja, en la laguna Chicureo.
Actualmente es parte de la Fundación Umano.